# Paris Polykarpou
Paris Polykarpou (Agrokipia, 23 september 2000) is een Cypriotisch voetballer. Hij staat onder contract bij APOEL Nicosia.

## Loopbaan
Polykarpou begon op zevenjarige leeftijd met voetballen bij de voetbalacademie 'Da Luz', waarna hij twee jaar later werd opgenomen in de jeugdopleiding van APOEL Nicosia. Polykarpou maakte zijn debuut in het eerste elftal van APOEL op 18 mei 2019 in de wedstrijd tegen AEL Limassol (4–0 winst). In september 2019 werd hij uitgeleend aan ASIL Lysi, waar de middenvelder echter minder aan bod kwam dan vantevoren verwacht.
Voor het seizoen 2020/21 werd Polykarpou verhuurd aan PO Xylotymbou. Hij speelde daar zesentwintig competitiewedstrijden en één bekerwedstrijd. Medio 2021 keerde Polykarpou terug naar Nicosia. 
In augustus 2021 kreeg APOEL FC in de persoon van Sofronis Avgousti een nieuwe hoofdtrainer en de Cyprioot nam gelijk Polykarpou op in zijn wedstrijdselectie. Het resulteerde in zijn eerste drie wedstrijden als basisspeler, ware het op de posititie van centrale verdediger. Nadat een dijbeenverrekking roet in het eten gooide, kwam hij op het tweede plan en moest hij het doen met een handvol invalbeurten.
In de eerste helft van het seizoen 2022/23 zat Polykarpou bijna alle competitiewedstrijden bij de selectie, maar kwam hij niet in actie. Wel maakte hij in juli 2022 zijn debuut in Europa, in de kwalificatie voor de UEFA Conference League tegen het Bulgaarse Botev Plovdiv. In de tweede seizoenshelft speelde Polykarpou verhuurd voor competitiegenoot Enosis Neon Paralimni, waarmee hij eindigde in de degradatiezone.
In het seizoen 2023/24 bleef ook een doorbraak bij APOEL uit voor Polykarpou. Hij kwam slechts acht competitieduels aan spelen toe, waarvan het merendeel als invaller. Hiermee had hij een bescheiden bijdrage aan het landskampioenschap van APOEL van dat seizoen. In de tweede helft van het seizoen 2024/25 speelde Polykarpou op huurbasis voor competitiegenoot Omonia Aradippou, waarmee hij streed om handhaving op het hoogste niveau. 
1 Uzoho ·
2 Karo ·
3 Vinícius ·
4 Santos ·
5 Souza ·
6 Daoesjvili ·
7 Efrem ·
8 Lundemo ·
9 Maglica ·
10 De Vincenti ·
11 Kvilitaia ·
16 Katsantonis ·
17 Okriasjvili ·
18 Satsias ·
19 Hani ·
21 Theodorou ·
25 Gavriel ·
27 Chebake ·
29 Byrne ·
33 Diawara ·
35 Polykarpou ·
36 Zabala ·
42 Wheeler ·
74 Georgiou ·
75 Tsilingiris ·
76 Vrontis ·
77 Ndongala ·
78 Tsoutsouki ·
80 Hadjigavriel ·
88 Kittos ·
89 Koutsakos ·
90 Savić ·
93 Michael ·
99 Danilo ·
Coach: Poursaitidis